# Championnat du Liban de football 1997-1998
Navigation
Saison précédente Saison suivante
La saison 1997-1998 du Championnat du Liban de football est la trente-huitième édition du championnat de première division au Liban. Les quatorze meilleurs clubs du pays sont regroupés au sein d'une poule unique où ils s'affrontent deux fois au cours de la saison, à domicile et à l'extérieur. En fin de saison, pour permettre le passage du championnat de 14 à 12 équipes, les trois derniers du classement sont relégués et remplacés par le champion de deuxième division.
C'est le club d'Al Ansar, tenant du titre depuis 1988, qui remporte à nouveau le championnat cette saison, après avoir terminé en tête du classement final avec dix points sur Nejmeh SC et vingt sur Al Tadamon Tyr. C'est le dixième titre (consécutif) de champion du Liban de l'histoire du club.

## Les clubs participants
| - Al Ansar - Safa Beyrouth - Al Riyada Wal Adab - Nejmeh SC - Al Borj - Club Sagesse - Homenmen Beyrouth | - Shabab Al Sahel - Al Ahed Beyrouth - Promu de D2 - Al Tadamon Tyr - Racing Club de Beyrouth - Homenetmen Beyrouth - Al Ahly Sidon - Promu de D2 - Akhaa Ahli Aley |

## Compétition

### Classement
Le barème utilisé pour établir le classement est le suivant :
- Victoire : 3 points
- Match nul : 1 point
- Défaite : 0 point

| Rang | Équipe                  | Pts | J  | G  | N  | P  | Bp | Bc | Diff |
| ---- | ----------------------- | --- | -- | -- | -- | -- | -- | -- | ---- |
| 1    | Al AnsarT               | 63  | 26 | 21 | 4  | 1  | 70 | 19 | +51  |
| 2    | Nejmeh SCC              | 53  | 26 | 15 | 8  | 3  | 37 | 16 | +21  |
| 3    | Al Tadamon Tyr          | 43  | 26 | 12 | 7  | 7  | 32 | 26 | +6   |
| 4    | Homenmen Beyrouth       | 36  | 26 | 9  | 9  | 8  | 38 | 38 | 0    |
| 5    | Safa Beyrouth           | 36  | 26 | 9  | 9  | 8  | 25 | 30 | -5   |
| 6    | Al Ahed BeyrouthP       | 34  | 26 | 7  | 13 | 6  | 25 | 31 | -6   |
| 7    | Shabab Al Sahel         | 32  | 26 | 8  | 8  | 10 | 29 | 33 | -4   |
| 8    | Akhaa Ahli Aley         | 31  | 26 | 8  | 7  | 11 | 30 | 34 | -4   |
| 9    | Al Ahly SidonP          | 31  | 26 | 8  | 7  | 11 | 26 | 28 | -2   |
| 10   | Al Borj                 | 30  | 26 | 6  | 12 | 8  | 29 | 31 | -2   |
| 11   | Homenetmen Beyrouth     | 30  | 26 | 8  | 6  | 12 | 36 | 41 | -5   |
| 12   | Club Sagesse            | 28  | 26 | 6  | 10 | 10 | 29 | 37 | -8   |
| 13   | Racing Club de Beyrouth | 20  | 26 | 4  | 8  | 14 | 14 | 33 | -19  |
| 14   | Al Riyada Wal Adab      | 17  | 26 | 3  | 8  | 15 | 17 | 40 | -23  |

|  | Qualification pour la Coupe d'Asie des clubs champions 1998-1999                      |
|  | Qualification pour la Coupe des Coupes 1998-1999                                      |
|  | Relégation en deuxième division                                                       |
|  | T : Tenant du titre C : Vainqueur de la Coupe du Liban P : Promu de deuxième division |

## Bilan de la saison
| Championnat du Liban de football 1997-1998                        |                         |
| Champion                                                          | Al Ansar (10e titre)    |
| Coupes et trophées                                                |                         |
| Vainqueur de la Coupe du Liban 1997-1998                          | Nejmeh SC               |
| Qualifications continentales                                      |                         |
| Coupe d'Asie des clubs champions 1998-1999                        | Al Ansar                |
| Coupe des Coupes 1998-1999                                        | Nejmeh SC               |
| Promotions et relégations                                         |                         |
| Promus en Premier League                                          | Salam Zgharta           |
| Relégués en Championnat du Liban de football de deuxième division | Club Sagesse            |
| Relégués en Championnat du Liban de football de deuxième division | Racing Club de Beyrouth |
| Relégués en Championnat du Liban de football de deuxième division | Al Riyada Wal Adab      |